# 三重急行自動車

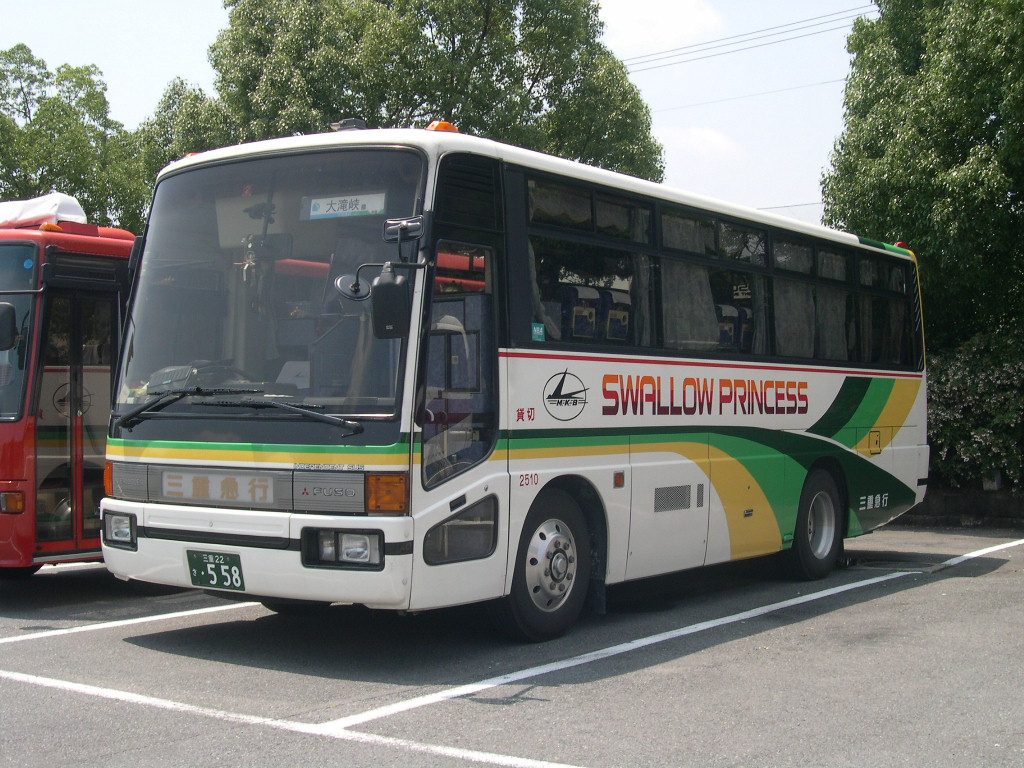
貸切

三重急行自動車株式会社（みえきゅうこうじどうしゃ）とは、三重県松阪市大津町に本社を持つ一般乗合旅客自動車運送事業、及び一般貸切旅客自動車運送事業を営む三重交通グループホールディングス傘下のバス事業者である。
路線バスは松阪地区で1路線のみ運行。かつては名古屋 - 伊勢志摩を結ぶ急行バスや南紀特急バス（現在の松阪熊野線）の一部を担当していた。

## 沿革
- 1954年9月8日 : 会社を設立する。
  - 三重交通と中京観光自動車（三重交通と近畿日本鉄道〈近鉄〉との共同出資で1951年設立）が名古屋 - 伊勢志摩間直通バスの運行に関して共願となったため、調停により中京観光自動車を分割（これに伴い三重交通は名古屋支社を新設）。その上で、三重交通と近鉄が共同で三重急行自動車を設立。1962年に近鉄の持ち株は三重交通に譲渡され三重交通の子会社となった[2]。
- 1954年10月 : 乗合事業営業開始（名古屋 - 賢島間急行バス）。
- 1961年4月 : 近鉄特急接続宇治山田 - 賢島特急バス営業開始。
- 1964年11月 : 名四国道線営業開始（名古屋 - 四日市間急行バス）。
- 1965年6月 : 路線バス営業開始（宇治山田 - 賢島）。
- 1971年6月 : 宇治山田 - 賢島特急バス廃止。
- 1972年2月 : 名古屋 - 賢島間急行バス廃止。
- 1973年3月 : 名四国道線廃止。
- 1973年4月 : 定期観光バス（伊勢）運行開始。
- 1987年6月 : 定期観光バス（伊勢）廃止。
- 1987年6月 : 本社を松阪市へ移転。貸切営業所を本社営業所として集約。
- 1996年4月 : 南紀特急バス運行開始（三重交通と共同運行）。路線バス（鳥羽 - 賢島）廃止。
- 2016年4月1日 : IC乗車カード「emica」導入[3]。
- 2018年9月30日 : 南紀特急バス廃止。
- 2018年10月1日：大杉線の運行を開始（三重交通と共同）。

## 本社・営業所
- 三重県松阪市大津町 - 三重交通松阪営業所に併設。
  - 担当定期路線： 大杉線 55系統 松阪駅前 - シャープ正門前（三重交通松阪営業所と共同運行[4]。）

## 車両[5]
- 貸切車は、かつては多くが三菱ふそう製であったが、現在は三重交通から移籍したいすゞや日野製の車両が在籍している(5505,5510,5511,6503,6506,6518)。
- 路線車は少数ながら同社より移籍したいすゞ製の車両も在籍している(1317,3355)。

- かつては、三重県内で唯一、エアロクィーンIIIを所有していた。
- 特急車は、2018年度の路線再編まで、三菱ふそう・エアロバス（KC-MS829M）が2台在籍していた（2204,2205）。